# Горошко Олег Олександрович
Оле́г Олекса́ндрович Горо́шко (1 січня 1925, с. Нечаївка Компаніївського району Кіровоградської області - 1 вересня 2017 р., м. Київ) — Відомий вчений-механік, доктор фізико-математичних наук, професор, академік АН ВШ України з 1993 року.

## Біографія
Олег Олександрович Горошко народився 1 січня 1925 року. Місце народження — село Нечаївка Компаніївського району Кіровоградської області. Ветеран Другої світової війни. Нагороджений 5 орденами та 20 медалями. У 1944-50 р.р. проходив військову службу.
У 1955 р. закінчив фізико-математичний факультет Дніпропетровського держуніверситету. У 1958 р. захистив кандидатську, а в  1968 році — докторську дисертацію за спеціальністю „механіка деформованого твердого тіла”. У 1958-1965 р.р. працював у Інституті механіки АН УРСР на посадах молодшого та старшого наукового співробітників; у 1965-1975 р.р. — завідувач відділом механіки конструкцій з композиційних матеріалів. У 1975-1985 р.р. — завідувач кафедри теоретичної механіки механіко-математичного факультету Київського національного університету імені Тараса Шевченка. З 1985 р. — професор цієї ж кафедри. У 2000-2008 р.р. — провідний науковий співробітник лабораторій механіко-математичного та  радіофізичного факультетів. З 2008 р. — професор-консультант механіко-математичного факультету.
Автор понад 230 наукових праць з динамічної теорії пружності, механіки композитних матеріалів, гіроскопічних систем, віброзахисту, аналітичної механіки спадкових систем. Серед них монографії: „Динамика нити переменной длины (применительно к механике подъемов)” (1962); „Динамика упругой конструкции в условиях свободного полета” (перекладена англійською мовою, США, Каліфорнія) (1965); „Введение в механику деформируемых тел переменной длины” (1971); „Двохвильові процеси в механічних системах” (1991); „Гіроскопічні системи” (1994); „Аналітична динаміка спадкових систем” (2001, сербською мовою, в співавторстві з почесним академіком АН ВШ України Катіцею Хедріх).
Підготував 25 кандидатів та 5 докторів наук.
У 1975-1985 р.р. очолював науково-методичну комісію Міносвіти УРСР з теоретичної механіки та зональне бюро з теоретичної механіки України та Молдавії. Від Української РСР входив до президії науково-методичної Ради Мінвузу СРСР. Брав активну участь у формуванні навчальних планів для технічних спеціальностей з механіки.
Член Національного комітету України з теоретичної та прикладної механіки (з 1996 р.). Почесний член Міжнародної асоціації дослідників стальних канатів.
Почесний доктор Дніпродзержинського технологічного університету (2000 р.).
Член редколегій чотирьох наукових журналів та періодичних збірників.